# Apristurus macrostomus
Apristurus macrostomus es una especie de peces de la familia Scyliorhinidae en el orden de los Carcharhiniformes.

## Morfología
Las hembras pueden llegar alcanzar los 38 cm de longitud total.

## Reproducción
Es ovíparo.

## Distribución geográfica
Se encuentra en las  costas de la mar de la China Meridional.